# Pornichet
Pornichet là một xã thuộc tỉnh Loire-Atlantique, trong vùng Pays de la Loire ở phía tây nước Pháp. Xã này nằm ở khu vực có độ cao từ 0-44 mét trên mực nước biển. Theo điều tra dân số năm 2006 của INSEE, xã có dân số 10.423 người.

## Kết nghĩa
- Bexbach (Đức)
- San Vicente de la Barquera (Tây Ban Nha)